# Missão de São Miguel (Santa Fé)

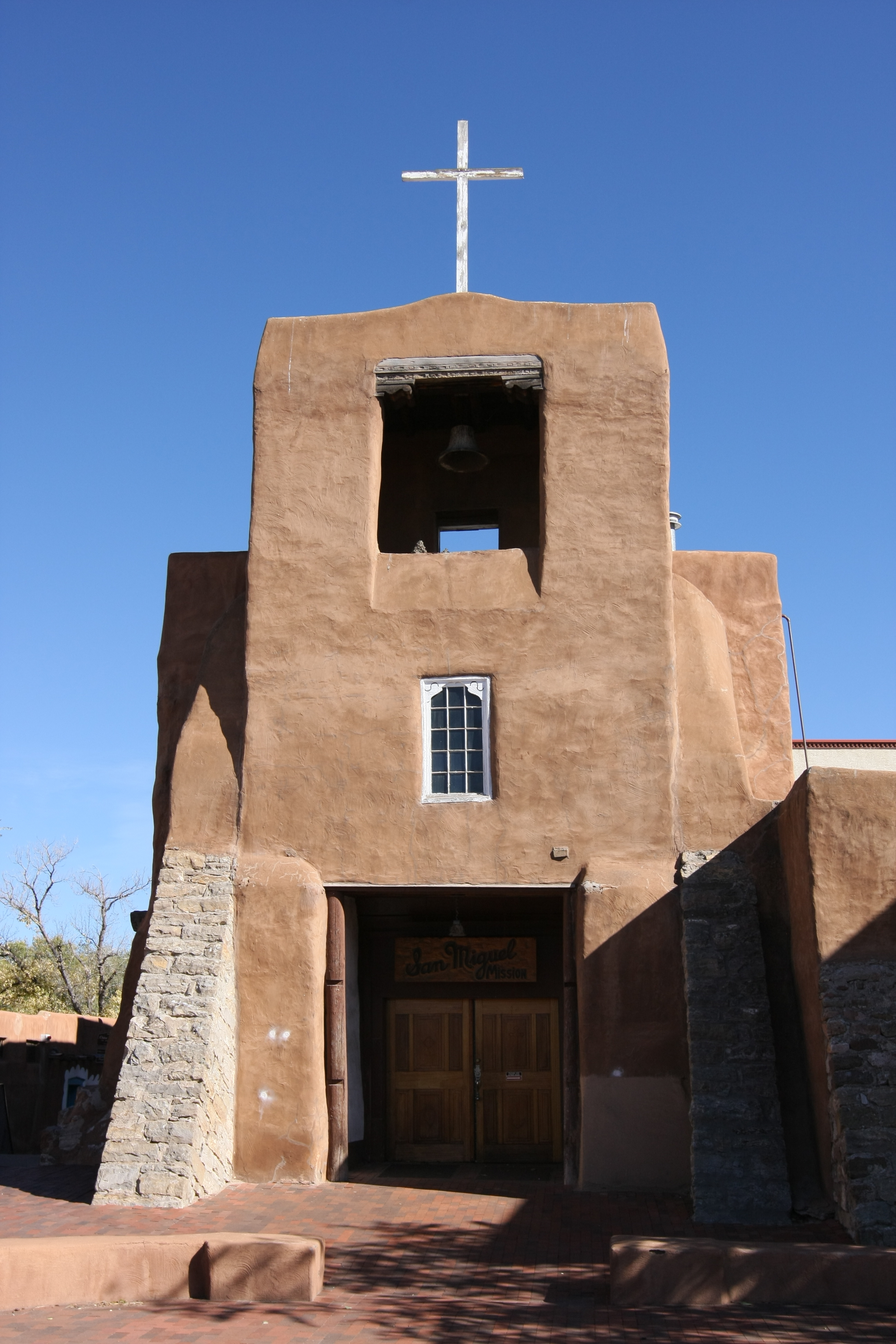
A parte frontal da Capela

Missão de São Miguel (Santa Fé) (em inglês:San Miguel Mission) também é conhecida como Capela de São Miguel, é uma igreja da missão colonial espanhola em Santa Fé, Novo México. Construída aproximadamente nos anos 1610 a 1626, alguns afirmam que essa é a igreja mais antiga dos Estados Unidos . A igreja foi danificada durante a Rebelião dos Pueblo em 1680, mas foi reconstruida no ano de 1710 depois da reconquista espanhola e por algum tempo serviu como capela para os soldados espanhóis. O retábulo de madeira que incluí uma estatua de madeira de São Miguel data de pelo menos 1709, foi adicionada em 1798. Apesar da Igreja ter sido reparada e reconstruída muitas vezes ao longo dos anos suas paredes originais de Adobe todavia estão intactas apesar de estarem ocultadas por adições posteriores. 
A igreja é uma propriedade que contribui no Bairro de Analco que é um monumento histórico nacional dos Estados Unidos. Nessa igreja celebram missas aos domingos.